# Ceri
Ceri ist ein geschlechtsneutraler Vorname.

## Herkunft und Bedeutung
Die Etymologie des walisischen, geschlechtsneutralen Namens Ceri [ˈkeː.rɪ], [ˈkɛ.rɪ] ist unbekannt. Möglicherweise handelt es sich um eine Kurzform des weiblichen Vornamens Ceridwen, der sich aus cerdd „Poesie“ und (g)wen „weiß“, „blond“, „gesegnet“, „heilig“ zusammensetzt. Möglich ist außerdem eine Herleitung von walisisch caru „lieben“.
Beim Männernamen Ceri [ˈse.ɾi] handelt es sich um eine provenzalische und languedokische Form von Cyrus, der latinisierten Form von Kyros.

## Verbreitung
In den 1990er Jahren gehörte Ceri in England und Wales zu den 500 meistgewählten Mädchennamen, zählte jedoch nie zu den beliebtesten Vornamen. Im Jahr 1997 stand er auf Rang 357 der Vornamenscharts. seitdem verlor er an Popularität. Im Jahr 2002 erreichte er seine letzte Platzierung in der Top-500 der Vornamenscharts. Im Jahr 2007 zählte er zuletzt zu den 1000 meistgewählten Mädchennamen. Als Jungennamen wird er deutlich seltener vergeben. Lediglich im Jahr 1997 erreichte er mit Rang 845 eine Platzierung unter den 1000 meistgewählten Jungennamen der Landesteile.

## Varianten
Cerí ist eine weitere provenzalische Variante von Ceri.
Für weitere Varianten: siehe Kyros (Name)#Varianten

## Namensträger
Männliche Namensträger
- Ceri Morgan (1947–2020), walisischer Dartspieler
- Ceri Seel (* 1968), walisischer Schauspieler

Weibliche Namensträger
- Ceri Williams, walisische Fußballschiedsrichterassistentin